# Vuelta a España 2010
Vuelta a España 2010 er den 65. udgave af Vuelta a España. Løbet startede 28. august i Sevilla med en holdtidskørsel ved aftentid og sluttede 19. september 2010 i Madrid, med italieneren Vincenzo Nibali fra Liquigas som vinder. 
Førertrøjen skiftede til rød farve, efter at den har været guldfarvet siden 1998.

## Deltagende hold
22 hold blev inviteret til at deltage, seks af disse inviteret af arrangøren (mærket med *). Team RadioShack blev ikke inviteret, og det skabte meget brok.
- ProTour-hold: AG2R La Mondiale, Astana, Caisse d'Epargne, Euskaltel-Euskadi, Française des Jeux, Footon-Servetto-Fuji, Garmin-Transitions*, Team HTC-Columbia, Katusha*, Lampre-Farnese Vini, Liquigas-Doimo, Team Milram, Omega Pharma-Lotto, Quick Step, Rabobank, Team Saxo Bank, Team Sky*
- Professionelle kontinentalhold: Andalucía-CajaSur*, Bbox Bouygues Télécom, Cervélo TestTeam*, Cofidis, Xacobeo-Galicia*

| Nationer                                                                                | Antal ryttere |
| --------------------------------------------------------------------------------------- | ------------- |
| Spanien                                                                                 | 49            |
| Frankrig                                                                                | 30            |
| Italien                                                                                 | 20            |
| Belgien                                                                                 | 16            |
| Tyskland                                                                                | 11            |
| Rusland                                                                                 | 8             |
| Kasakhstan                                                                              | 7             |
| Australien, USA                                                                         | 6             |
| Holland, Storbritannien                                                                 | 5             |
| Danmark, Schweiz                                                                        | 4             |
| Hviderusland                                                                            | 3             |
| Argentina, Colombia, Irland, Luxembourg, New Zealand, Norge, Slovakiet, Sverige, Østrig | 2             |
| Finland, Polen, Portugal, Slovenien, Sydafrika, Tjekkiet                                | 1             |
| Totalt                                                                                  | 198           |

## Etaper
| Etape | Dato    | Strækning                                    | km       | Type           | Vinder                    | Den røde trøje          |
| ----- | ------- | -------------------------------------------- | -------- | -------------- | ------------------------- | ----------------------- |
| 1     | 28. aug | Sevilla                                      | 13,0 km  | Holdtidskørsel | Team HTC-Columbia         | Mark Cavendish (THR)    |
| 2     | 29. aug | Alcalá de Guadaíra – Marbella                | 173,7 km |                | Yauheni Hutarovich (FDJ)  | Mark Cavendish (THR)    |
| 3     | 30. aug | Marbella – Málaga                            | 157,3 km |                | Philippe Gilbert (OLO)    | Philippe Gilbert (OLO)  |
| 4     | 31. aug | Málaga – Valdepeñas de Jaén                  | 183,8 km |                | Igor Antón (EUS)          | Philippe Gilbert (OLO)  |
| 5     | 1. sep  | Guadix – Lorca                               | 198,8 km |                | Tyler Farrar (GRM)        | Philippe Gilbert (OLO)  |
| 6     | 2. sep  | Caravaca de Cruz – Murcia                    | 151,0 km |                | Thor Hushovd (CTT)        | Philippe Gilbert (OLO)  |
| 7     | 3. sep  | Murcia – Orihuela                            | 187,1 km |                | Alessandro Petacchi (LAM) | Philippe Gilbert (OLO)  |
| 8     | 4. sep  | Villena – Xorret del Catí                    | 190,0 km |                | David Moncoutié (COF)     | Igor Antón (EUS)        |
| 9     | 5. sep  | Calpe – Alcoy                                | 187,7 km |                | David López (GCE)         | Igor Antón (EUS)        |
|       | 6. sep  | Hviledag                                     | Hviledag | Hviledag       | Hviledag                  | Hviledag                |
| 10    | 7. sep  | Tarragona – Vilanova i la Geltrú             | 175,7 km |                | Imanol Erviti (GCE)       | Joaquim Rodríguez (KAT) |
| 11    | 8. sep  | Vilanova i la Geltrú – Andorra               | 208,4 km |                | Igor Antón (EUS)          | Igor Antón (EUS)        |
| 12    | 9. sep  | Andorra la Vella – Lleida                    | 172,5 km |                | Mark Cavendish (THR)      | Igor Antón (EUS)        |
| 13    | 10. sep | Rincón de Soto – Burgos                      | 196,0 km |                | Mark Cavendish (THR)      | Igor Antón (EUS)        |
| 14    | 11. sep | Burgos – Peña Cabarga                        | 178,0 km |                | Joaquim Rodríguez (KAT)   | Vincenzo Nibali (LIQ)   |
| 15    | 12. sep | Solares – Lagos de Covadonga                 | 187,3 km |                | Carlos Barredo (QST)      | Vincenzo Nibali (LIQ)   |
| 16    | 13. sep | Gijón – Alto de Cotobello                    | 181,4 km |                | Mikel Nieve (EUS)         | Joaquim Rodríguez (KAT) |
|       | 14. sep | Hviledag                                     | Hviledag | Hviledag       | Hviledag                  | Hviledag                |
| 17    | 15. sep | Peñafiel                                     | 46,0 km  | Enkeltstart    | Peter Velits (THR)        | Vincenzo Nibali (LIQ)   |
| 18    | 16. sep | Valladolid – Salamanca                       | 148,9 km |                | Mark Cavendish (THR)      | Vincenzo Nibali (LIQ)   |
| 19    | 17. sep | Piedrahita – Toledo                          | 231,2 km |                | Philippe Gilbert (OLO)    | Vincenzo Nibali (LIQ)   |
| 20    | 18. sep | San Martín de Valdeiglesias – Bola del Mundo | 172,1 km |                | Ezequiel Mosquera (XAC)   | Vincenzo Nibali (LIQ)   |
| 21    | 19. sep | San Sebastián de los Reyes – Madrid          | 85,0 km  |                | Tyler Farrar (GRM)        | Vincenzo Nibali (LIQ)   |

## Trøjernes fordeling gennem løbet
| Etape  | Vinder              | Samlede stilling Maillot Rojo | Pointkonkurrencen Maillot Puntos | Bjergkonkurrencen Maillot Montaña | Kombinationskonkurrencen Maillot Combinada | Holdkonkurrencen Clasificación por equipos |
| ------ | ------------------- | ----------------------------- | -------------------------------- | --------------------------------- | ------------------------------------------ | ------------------------------------------ |
| 1      | Team HTC-Columbia   | Mark Cavendish                | Mark Cavendish                   | ikke uddelt                       | Mark Cavendish                             | Team HTC-Columbia                          |
| 2      | Yauheni Hutarovich  | Mark Cavendish                | Yauheni Hutarovich               | Mickaël Delage                    | Javier Ramírez                             | Team HTC-Columbia                          |
| 3      | Philippe Gilbert    | Philippe Gilbert              | Philippe Gilbert                 | Serafín Martínez                  | Serafín Martínez                           | Team HTC-Columbia                          |
| 4      | Igor Antón          | Philippe Gilbert              | Igor Antón                       | Serafín Martínez                  | Vincenzo Nibali                            | Caisse d'Epargne                           |
| 5      | Tyler Farrar        | Philippe Gilbert              | Igor Antón                       | Serafín Martínez                  | Vincenzo Nibali                            | Caisse d'Epargne                           |
| 6      | Thor Hushovd        | Philippe Gilbert              | Philippe Gilbert                 | Serafín Martínez                  | Philippe Gilbert                           | Caisse d'Epargne                           |
| 7      | Alessandro Petacchi | Philippe Gilbert              | Mark Cavendish                   | Serafín Martínez                  | Philippe Gilbert                           | Caisse d'Epargne                           |
| 8      | David Moncoutié     | Igor Antón                    | Mark Cavendish                   | Serafín Martínez                  | Vincenzo Nibali                            | Caisse d'Epargne                           |
| 9      | David López         | Igor Antón                    | Mark Cavendish                   | David Moncoutié                   | Vincenzo Nibali                            | Caisse d'Epargne                           |
| 10     | Imanol Erviti       | Joaquim Rodríguez             | Mark Cavendish                   | David Moncoutié                   | David Moncoutié                            | Caisse d'Epargne                           |
| 11     | Igor Antón          | Igor Antón                    | Igor Antón                       | David Moncoutié                   | Igor Antón                                 | Caisse d'Epargne                           |
| 12     | Mark Cavendish      | Igor Antón                    | Mark Cavendish                   | David Moncoutié                   | Igor Antón                                 | Caisse d'Epargne                           |
| 13     | Mark Cavendish      | Igor Antón                    | Mark Cavendish                   | David Moncoutié                   | Igor Antón                                 | Caisse d'Epargne                           |
| 14     | Joaquim Rodríguez   | Vincenzo Nibali               | Mark Cavendish                   | David Moncoutié                   | Joaquim Rodríguez                          | Caisse d'Epargne                           |
| 15     | Carlos Barredo      | Vincenzo Nibali               | Mark Cavendish                   | David Moncoutié                   | Joaquim Rodríguez                          | Team Katusha                               |
| 16     | Mikel Nieve         | Joaquim Rodríguez             | Mark Cavendish                   | David Moncoutié                   | Joaquim Rodríguez                          | Team Katusha                               |
| 17     | Peter Velits        | Vincenzo Nibali               | Mark Cavendish                   | David Moncoutié                   | Joaquim Rodríguez                          | Team Katusha                               |
| 18     | Mark Cavendish      | Vincenzo Nibali               | Mark Cavendish                   | David Moncoutié                   | Joaquim Rodríguez                          | Team Katusha                               |
| 19     | Philippe Gilbert    | Vincenzo Nibali               | Mark Cavendish                   | David Moncoutié                   | Joaquim Rodríguez                          | Team Katusha                               |
| 20     | Ezequiel Mosquera   | Vincenzo Nibali               | Mark Cavendish                   | David Moncoutié                   | Vincenzo Nibali                            | Team Katusha                               |
| 21     | Tyler Farrar        | Vincenzo Nibali               | Mark Cavendish                   | David Moncoutié                   | Vincenzo Nibali                            | Team Katusha                               |
| Samlet | Samlet              | Vincenzo Nibali               | Mark Cavendish                   | David Moncoutié                   | Vincenzo Nibali                            | Team Katusha                               |

## Stillinger
|    | Rytter                  | Hold               | Tid      |
| -- | ----------------------- | ------------------ | -------- |
| 1  | Vincenzo Nibali (ITA)   | Liquigas-Doimo     | 87:18.33 |
| 2  | Ezequiel Mosquera (ESP) | Xacobeo-Galicia    | + 0.41   |
| 3  | Peter Velits (SVK)      | Team HTC-Columbia  | + 3.02   |
| 4  | Joaquim Rodríguez (ESP) | Team Katusha       | + 4.20   |
| 5  | Fränk Schleck (LUX)     | Team Saxo Bank     | + 4.43   |
| 6  | Xavier Tondó (ESP)      | Cervélo TestTeam   | + 4.52   |
| 7  | Nicolas Roche (IRL)     | Ag2r-La Mondiale   | + 5.03   |
| 8  | Carlos Sastre (ESP)     | Cervélo TestTeam   | + 6.06   |
| 9  | Tom Danielson (USA)     | Garmin-Transitions | + 6.16   |
| 10 | Luis León Sánchez (ESP) | Caisse d'Epargne   | + 7.42   |

|    | Rytter                  | Hold               | Point |
| -- | ----------------------- | ------------------ | ----- |
| 1  | Mark Cavendish (GBR)    | Team HTC-Columbia  | 156   |
| 2  | Tyler Farrar (USA)      | Garmin-Transitions | 149   |
| 3  | Vincenzo Nibali (ITA)   | Liquigas-Doimo     | 119   |
| 4  | Philippe Gilbert (BEL)  | Omega Pharma-Lotto | 104   |
| 5  | Joaquim Rodríguez (ESP) | Team Katusha       | 110   |
| 6  | Peter Velits (SVK)      | Team HTC-Columbia  | 88    |
| 7  | David Moncoutié (FRA)   | Cofidis            | 72    |
| 8  | Ezequiel Mosquera (ESP) | Xacobeo-Galicia    | 97    |
| 9  | Nicolas Roche (IRL)     | Ag2r-La Mondiale   | 63    |
| 10 | Daniele Bennati (ITA)   | Liquigas-Doimo     | 61    |

|    | Rytter                  | Hold                  | Point |
| -- | ----------------------- | --------------------- | ----- |
| 1  | David Moncoutié (FRA)   | Cofidis               | 51    |
| 2  | Serafín Martínez (ESP)  | Xacobeo-Galicia       | 43    |
| 3  | Ezequiel Mosquera (ESP) | Xacobeo-Galicia       | 36    |
| 4  | Joaquim Rodríguez (ESP) | Team Katusha          | 29    |
| 5  | Vincenzo Nibali (ITA)   | Liquigas-Doimo        | 26    |
| 6  | Luis León Sánchez (ESP) | Caisse d'Epargne      | 25    |
| 7  | Gonzalo Rabuñal (ESP)   | Xacobeo-Galicia       | 25    |
| 8  | Mikel Nieve (ESP)       | Euskaltel-Euskadi     | 21    |
| 9  | Johann Tschopp (CH)     | Bbox Bouygues Telecom | 18    |
| 10 | Fränk Schleck (LUX)     | Team Saxo Bank        | 17    |

|    | Rytter                    | Hold               | Point |
| -- | ------------------------- | ------------------ | ----- |
| 1  | Vincenzo Nibali (ITA)     | Liquigas-Doimo     | 9     |
| 2  | Ezequiel Mosquera (ESP)   | Xacobeo-Galicia    | 11    |
| 3  | Joaquim Rodríguez (ESP)   | Team Katusha       | 12    |
| 4  | David Moncoutié (FRA)     | Cofidis            | 23    |
| 5  | Fränk Schleck (LUX)       | Team Saxo Bank     | 25    |
| 6  | Xavier Tondó (ESP)        | Cervélo TestTeam   | 32    |
| 7  | Mikel Nieve (ESP)         | Euskaltel-Euskadi  | 43    |
| 8  | Luis León Sánchez (ESP)   | Caisse d'Epargne   | 48    |
| 9  | Nicolas Roche (IRL)       | Ag2r-La Mondiale   | 49    |
| 10 | Christophe Le Mevel (FRA) | Française des Jeux | 67    |

| \| \| Hold \| Tid \| \| -- \| ------------------ \| --------- \| \| 1 \| Team Katusha \| 255:40.44 \| \| 2 \| Caisse d'Epargne \| + 0.33 \| \| 3 \| Xacobeo-Galicia \| + 12.33 \| \| 4 \| Cervélo TestTeam \| + 17.50 \| \| 5 \| Ag2r-La Mondiale \| + 35.42 \| \| 6 \| Liquigas-Doimo \| + 57.05 \| \| 7 \| Omega Pharma-Lotto \| + 1:08.04 \| \| 8 \| Euskaltel-Euskadi \| + 1:12.06 \| \| 9 \| FDJ \| + 1:13.13 \| \| 10 \| Team Saxo Bank \| + 1:17.45 \| |                    |           |
| | Hold               | Tid       |
| 1 | Team Katusha       | 255:40.44 |
| 2 | Caisse d'Epargne   | + 0.33    |
| 3 | Xacobeo-Galicia    | + 12.33   |
| 4 | Cervélo TestTeam   | + 17.50   |
| 5 | Ag2r-La Mondiale   | + 35.42   |
| 6 | Liquigas-Doimo     | + 57.05   |
| 7 | Omega Pharma-Lotto | + 1:08.04 |
| 8 | Euskaltel-Euskadi  | + 1:12.06 |
| 9 | FDJ                | + 1:13.13 |
| 10 | Team Saxo Bank     | + 1:17.45 |